# 阳翟公主 (北齐)
阳翟公主（？—？），又作淮阳公主，为南北朝北齐神武帝高欢的养女，她的生父韩贤，韩裔之妹，韩长鸾之姑。
阳翟公主被嫁给了燕子献，燕子献字季则，广汉郡下洛人。燕子献和杨愔辅佐高殷，被高演所杀。